# Ajo Mountains

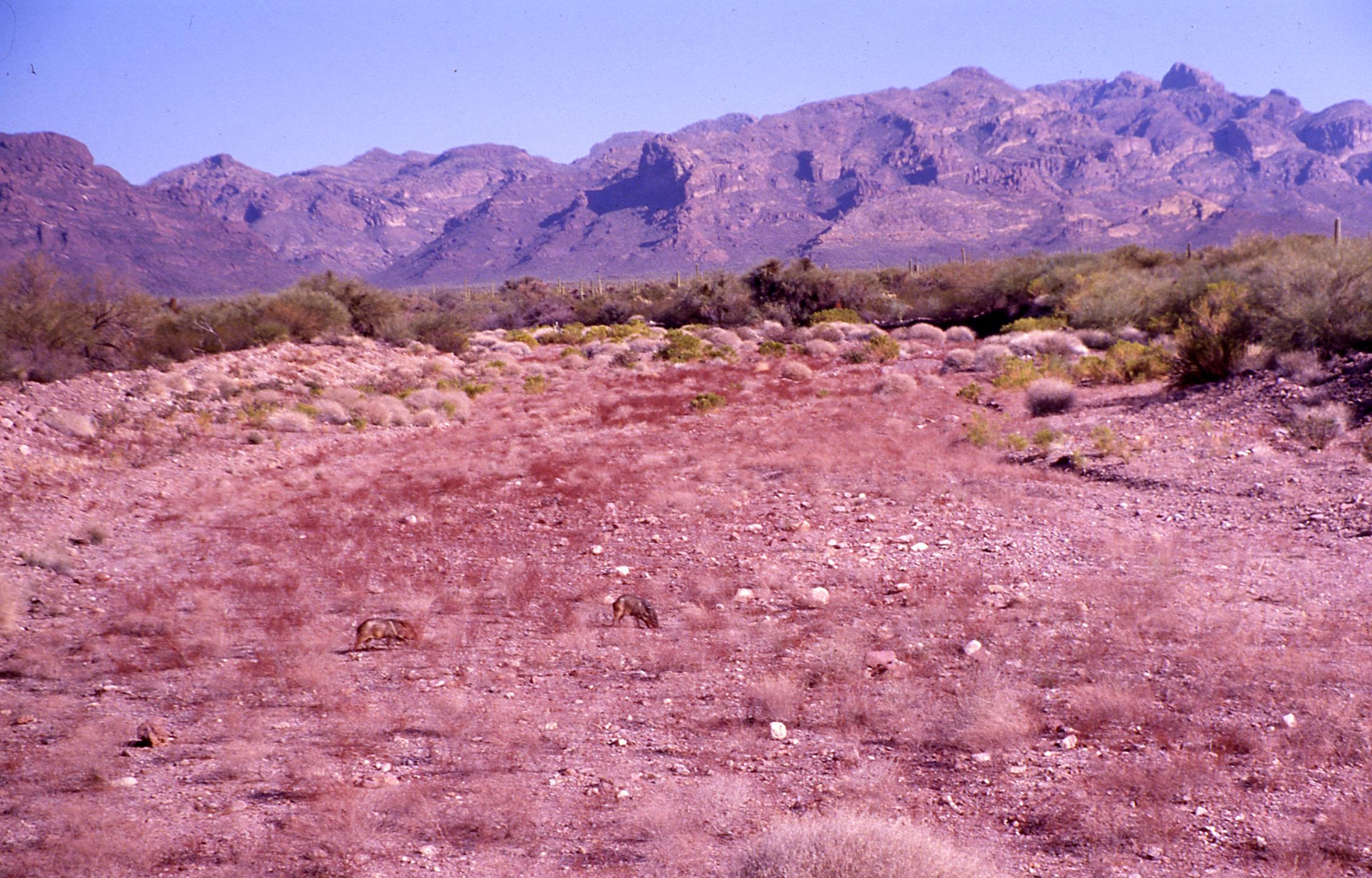
Pekaris suchen in einem Flussbett nach Wasser, im Hintergrund die Kette der Ajo Mountains

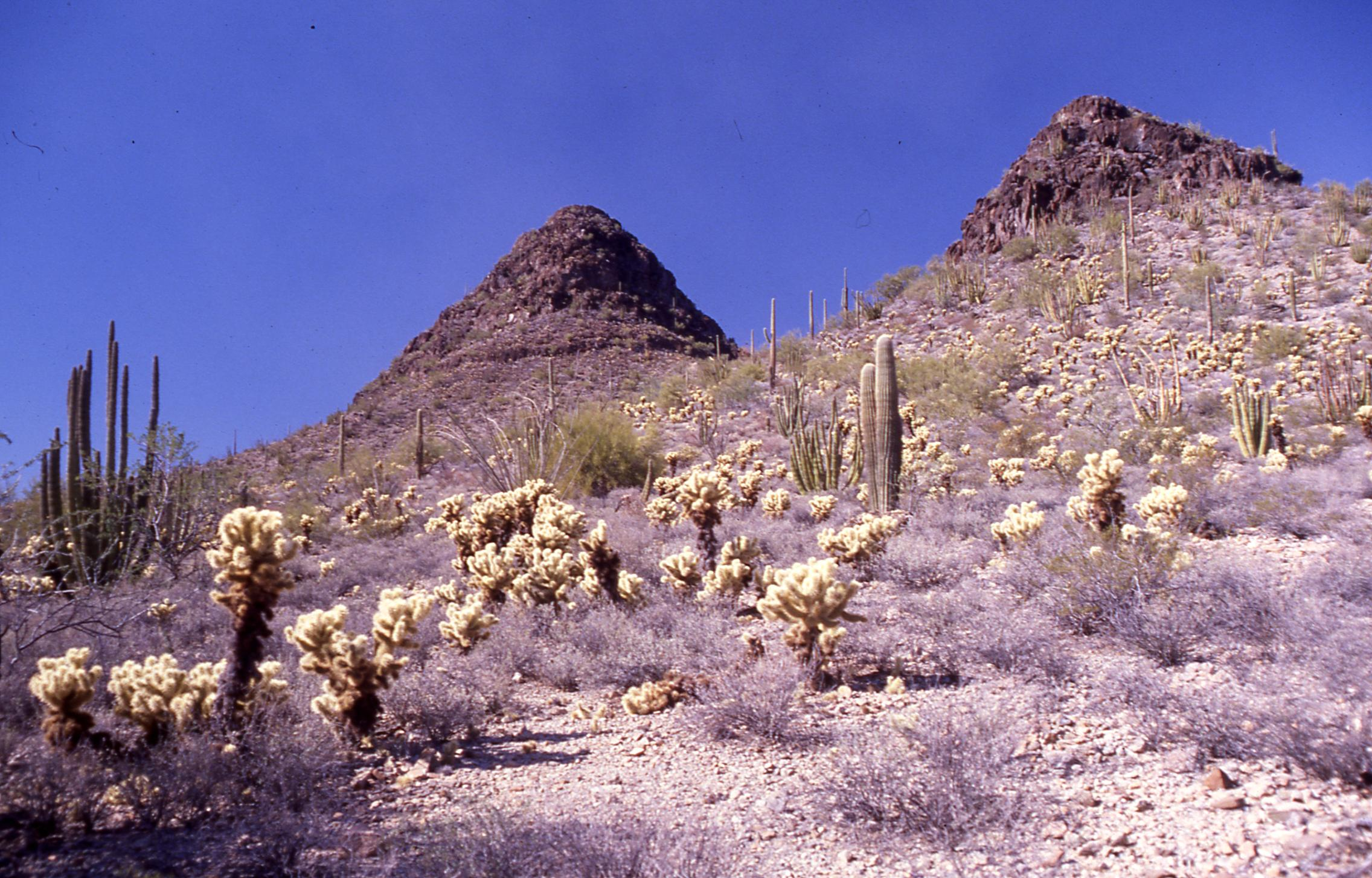
Mit Kakteen bewachsener Hang in den Ajo Mountains

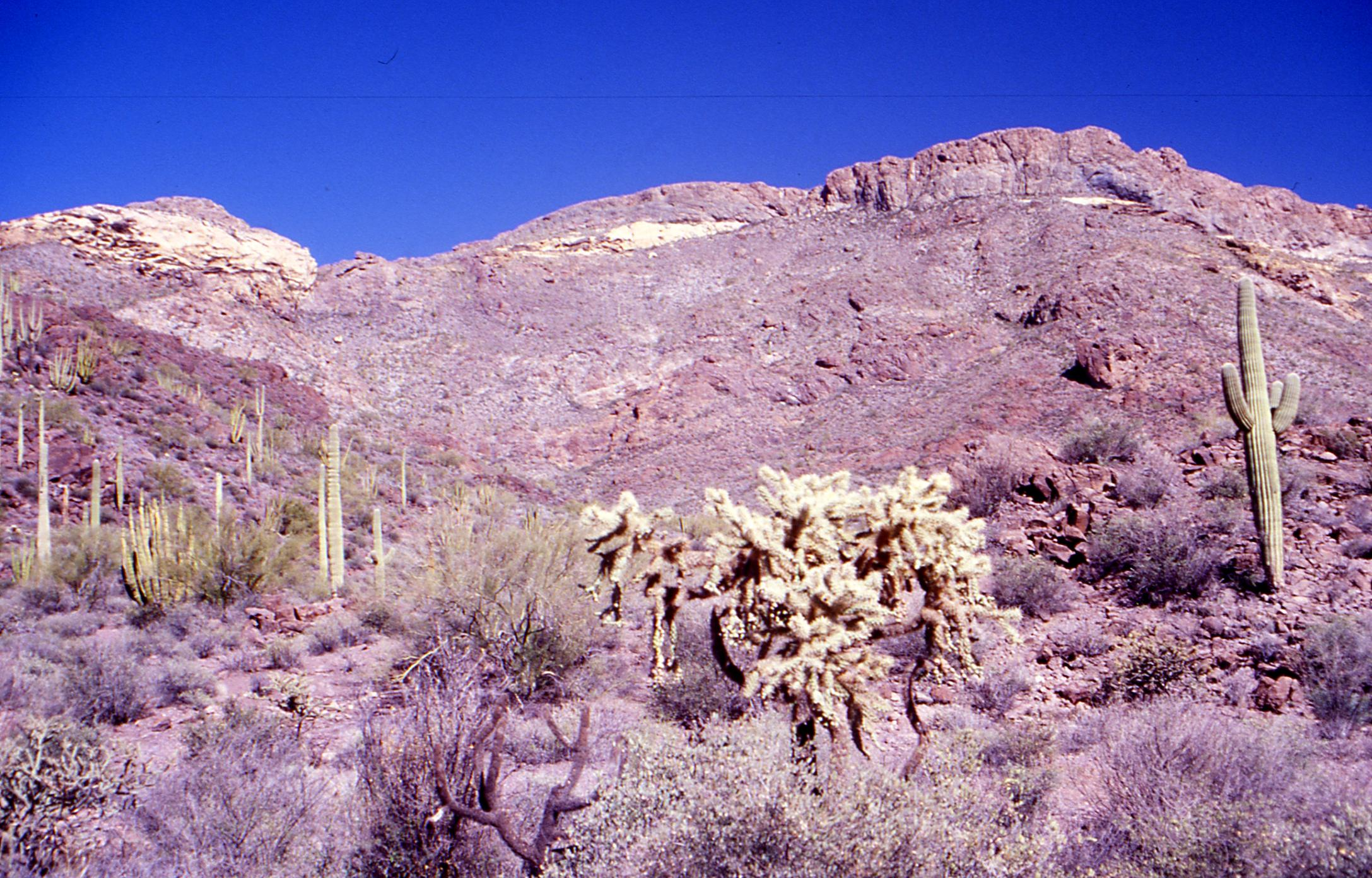
Die Ajo Mountains in Süd-Arizona

Die Ajo Mountains sind eine bis zu 1466 m (Mount Ajo) hohe Bergkette in der Sonora-Wüste im Süden des US-Bundesstaates Arizona. Der Name leitet sich von der nordwestlich der Bergkette gelegenen Stadt Ajo ab und leitet sich von der Benennung Tui Aja De Mu Vari durch die Tohono O’Odham ab. Angehörige dieses Stammes durchqueren den Gebirgszug seit Alters her auf der Suche nach Nahrungsmitteln.
Sie sind, ebenso wie die im Westen anschließenden Bates Mountains gegeneinander verkippte Bruchschollen aus tertiären Basalten. Ihr Abtragungsschutt bildet die Hangfußbereiche (span.: Bajada), die Täler und Ebenen. Der steile Westabhang der Ajo Mountains liegt innerhalb des Organ Pipe Cactus National Monuments. Der Gebirgskamm zieht sich in einer Länge von etwa 35 km von Nordnordwest nach Südsüdost.

## Vegetation
Die Felshänge der Ajo Mountains sind geprägt von immergrünem Gebüsch aus Jojoba-Sträuchern (Simmondsia chinensis) und weidenblättrigen Mexikanischen Springbohnen (Sapium biloculare), sowie verschiedenen Agaven. Auf den höchsten Berggraten kommt als Relikt der Pluvialzeit der Einsamige Wacholder (Juniperus monosperma) vor. In abgelegenen, luftfeuchten Canyons hat sich die Ajo-Eiche (Quercus ajoensis) herausgebildet, eine endemische Art der Ajo Mountains. Die Mittel- und Oberhangbereiche der Bajadas weisen hohe Grobschuttanteile auf und sind die Standorte des Palo Verde-Kaktus-Gebüsches, der artenreichsten Lebensgemeinschaft der nordamerikanischen Wüsten. Palo Verde (Cercidium microphyllum) ist dort die dominierende Baumart. Er wird begleitet von Wüsteneisenholz (Olneya tesota) und Mesquite (Prosopis velutina). Alle drei Gehölze zählen zu den Schmetterlingsblütengewächsen (Fabaceae) und vermögen durch Symbiose mit Bodenbakterien Luftstickstoff zu binden, zu sammeln und nach dem Absterben an den Boden abzugeben. Die Bajadas der Ajo Mountains sind reich an Kakteen. Häufig ist der mehrere Meter hoch wachsende Saguarokaktus (Carnegia gigantea), dessen Samen im Schatten der Sträucher keimen. Im Wurzelbereich der Gehölze sind die Nährstoffkonzentrationen erhöht und die Wuchsbedingungen für Kakteen besser.

## Tierwelt
Die Kammlagen der Ajo Mountains sind Lebensraum des Dickhornschafs.

## Erschließung
Die Ajo Mountains sind durch einen 34 km langen befahrbaren Rundweg (Ajo Mountain Drive) für Besucher erschlossen. Von einem Rastplatz in der Mitte des Weges führen Pfade in den Estes Canyon und auf die Berge.